# 夔州
夔州（きしゅう）は、中国にかつて存在した州。唐代から元初にかけて、現在の重慶市北東部に設置された。

## 概要
618年（武徳元年）、唐により巴東郡は信州と改められた。619年（武徳2年）、信州は夔州と改称された。742年（天宝元年）、夔州は雲安郡と改称された。758年（乾元元年）、雲安郡は夔州の称にもどされた。夔州は山南東道に属し、奉節・雲安・巫山・大昌の4県を管轄した。
宋のとき、夔州は夔州路に属し、奉節・巫山の2県を管轄した。
1278年（至元15年）、元により夔州は夔州路総管府と改められた。夔州路は四川等処行中書省に属し、奉節・巫山の2県と大寧州・雲陽州・万州・開州・梁山州・達州・施州の7州を管轄した。
1371年（洪武4年）、明により夔州路は夔州府と改められた。夔州府は四川省に属し、直属の奉節・巫山・大昌・大寧・雲陽・万・開・梁山・新寧・建始の10県と達州に属する東郷・太平の2県、合わせて1州12県を管轄した。
清のとき、夔州府は四川省に属し、奉節・巫山・大寧・雲陽・万・開の6県を管轄した。
1913年、中華民国により夔州府は廃止された。